# Informatiepaneel
Een informatiepaneel of informatiebord is een bord waarop specifieke informatie wordt afgebeeld. Dit communicatiemiddel wordt vooral in openbare ruimtes gebruikt om voorbijgangers te informeren. Afhankelijk van de doelgroep en het soort informatie kunnen zowel statische als dynamische borden worden gebruikt.

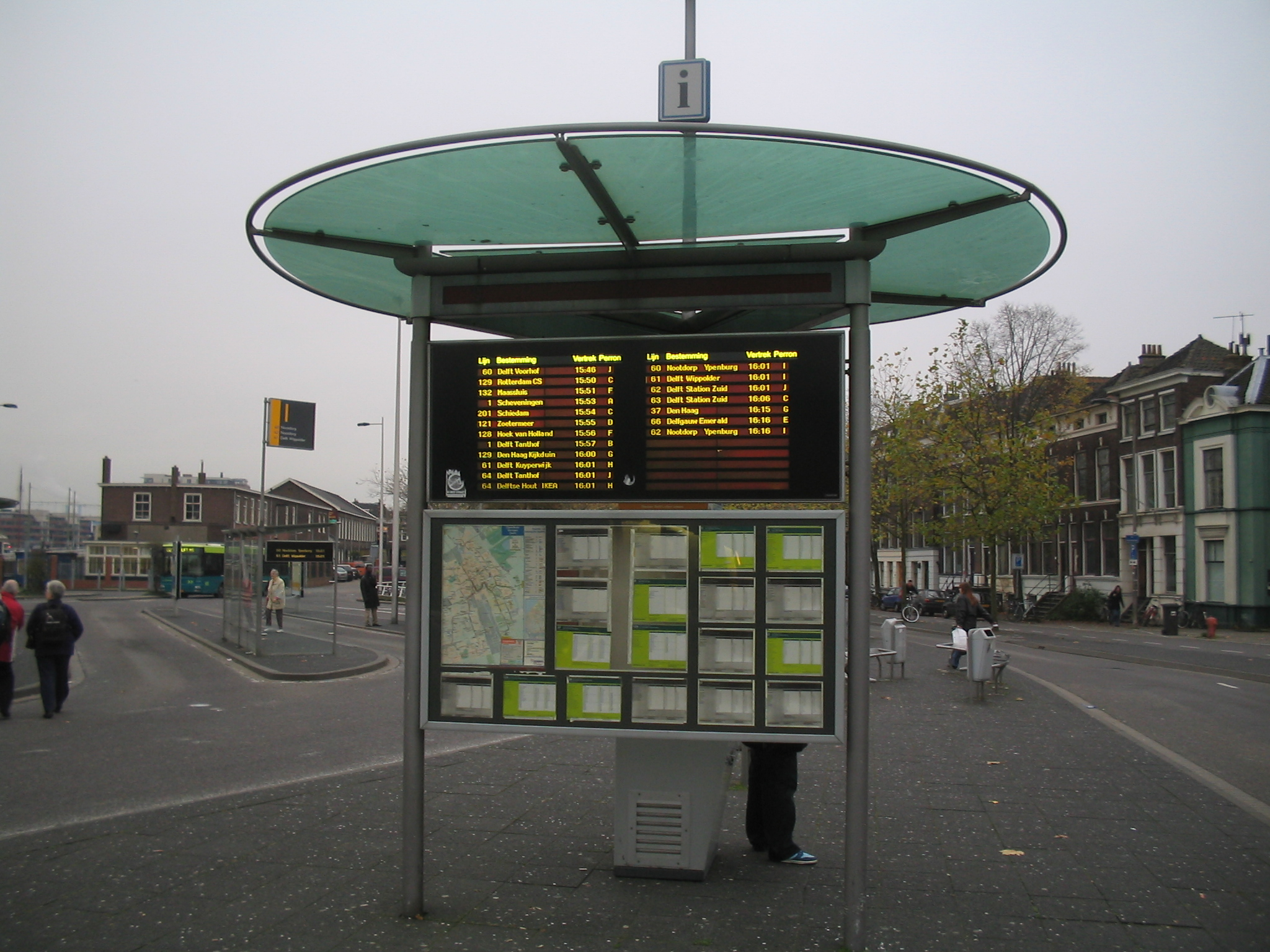
Dynamisch reizigersinformatiesysteem aan een busstation
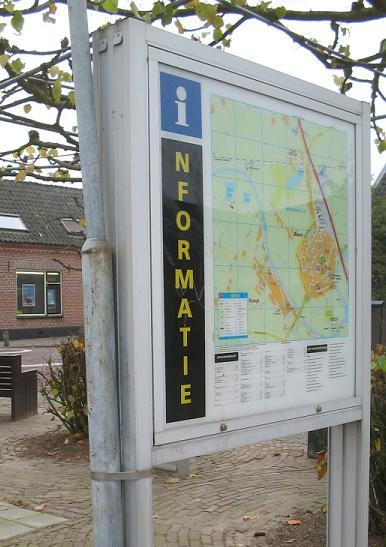
Informatiebord met stadsplan
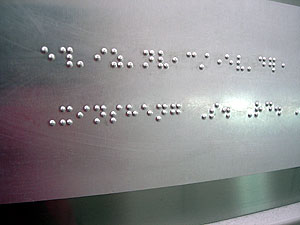
Verkeersbord in braille
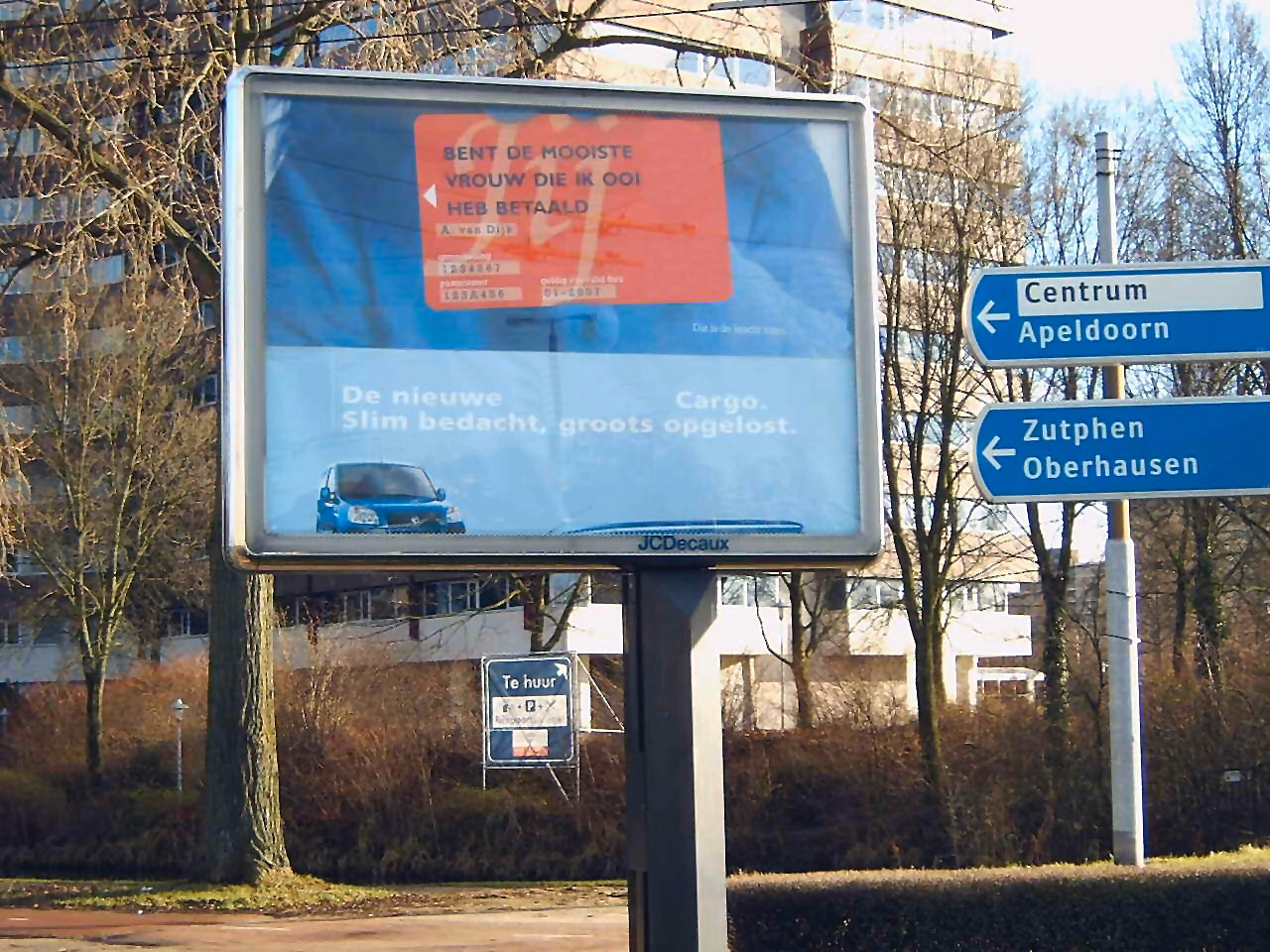
Bewegend reclamebord, halverwege het verschuiven
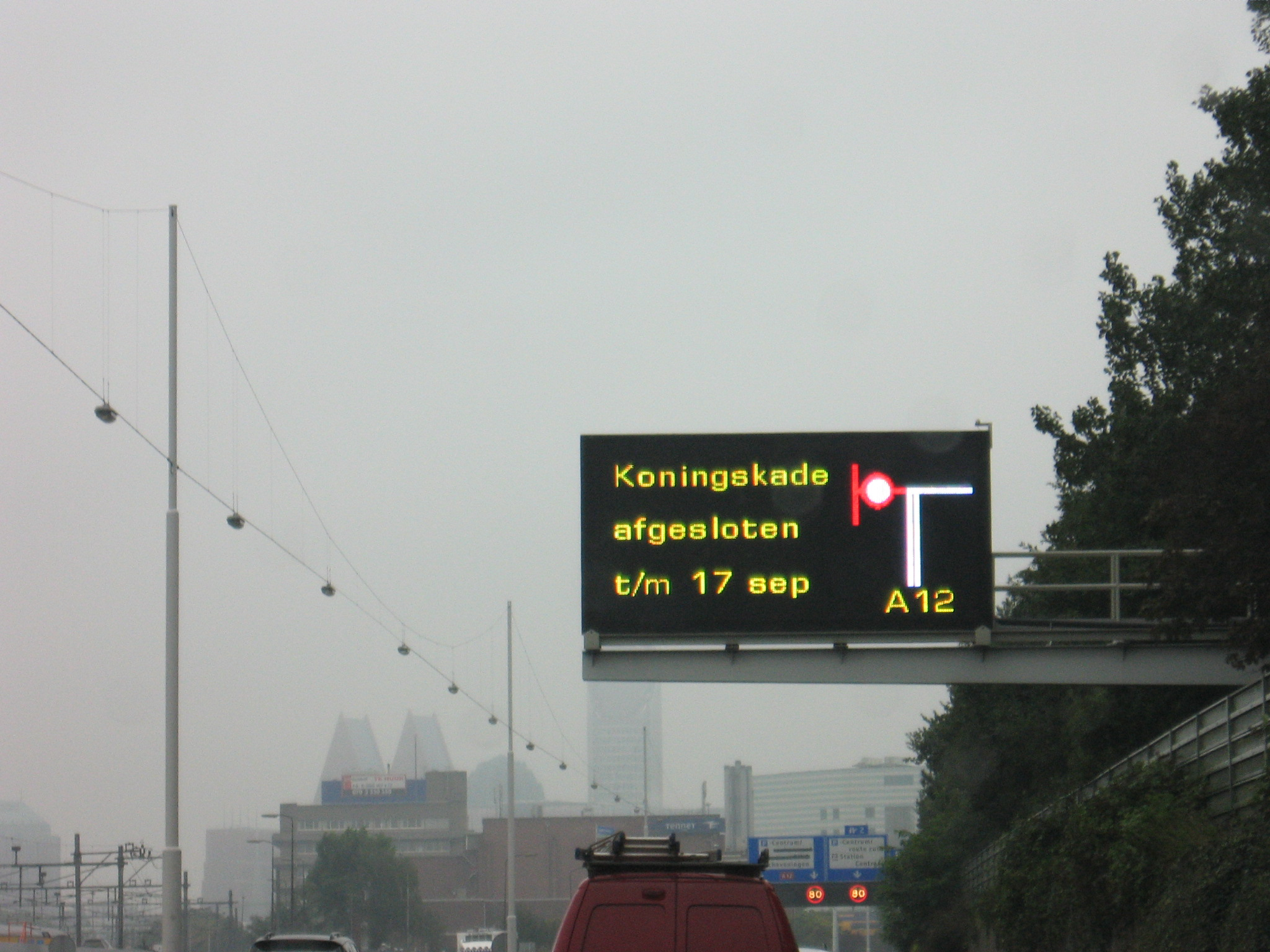
Dynamisch Route-informatiepaneel op de A12 bij Den Haag